# Communauté de communes de la Rive Gauche du Lac d’Annecy
Die Communauté de communes de la Rive Gauche du Lac d’Annecy ist ein ehemaliger französischer Gemeindeverband mit Rechtsform einer Communauté de communes im Département Haute-Savoie, dessen Verwaltungssitz sich in dem Ort Saint-Jorioz befand. Sie schloss die Gemeinden am Westufer des Lac d’Annecy ein, die noch zum Großraum Annecy gehören. Das Gebiet des Gemeindeverbandes erstreckte sich vom Seeufer bis in die Nordausläufer des Massivs der Bauges, und zwar bis hinauf auf die Hochfläche zwischen der Antiklinalen von Semnoz und dem Grat des Taillefer. Die Gemeinden gehörten größtenteils zum Regionalen Naturpark Massif des Bauges.
Der Ende 1999 gegründete Gemeindeverband bestand aus sieben Gemeinden.

## Aufgaben
Zu den vorgeschriebenen Kompetenzen gehörten die Entwicklung und Förderung wirtschaftlicher Aktivitäten und des Tourismus sowie die Raumplanung auf Basis eines Schéma de Cohérence Territoriale. Der Gemeindeverband bestimmte die Wohnungsbaupolitik. In Umweltbelangen betrieb er die Abwasserentsorgung, die Müllabfuhr und ‑entsorgung und war in Fragen der Luftreinhaltung zuständig. Er betrieb außerdem den Schulbusverkehr. Zusätzlich baute und unterhielt der Verband Kultur- und Sporteinrichtungen und förderte Veranstaltungen in diesen Bereichen. Er war außerdem zuständig für den Ausbau der Telekommunikations- und Datenübertragungsnetze auf seinem Gebiet.

## Historische Entwicklung
Der Gemeindeverband fusionierte mit Wirkung vom 1. Januar 2017 mit
- Communauté d’agglomération d’Annecy,
- Communauté de communes du Pays d’Alby,
- Communauté de communes du Pays de Fillière und
- Communauté de communes de la Tournette

und bildete so die Nachfolgeorganisation Communauté d’agglomération du Grand Annecy.

## Ehemalige Mitgliedsgemeinden
Folgende sieben Gemeinden gehörten der Communauté de communes de la Rive Gauche du Lac d’Annecy an:
| Gemeinde                  | Einwohner 1. Januar 2022 | Fläche km² | Dichte Einw./km² | Code INSEE | Postleitzahl |
| ------------------------- | ------------------------ | ---------- | ---------------- | ---------- | ------------ |
| Duingt                    | 1.069                    | 4,39       | 244              | 74108      | 74410        |
| Entrevernes               | 197                      | 8,31       | 24               | 74111      | 74410        |
| La Chapelle-Saint-Maurice | 118                      | 6,48       | 18               | 74060      | 74410        |
| Leschaux                  | 309                      | 12,52      | 25               | 74148      | 74320        |
| Saint-Eustache            | 486                      | 10,54      | 46               | 74232      | 74410        |
| Saint-Jorioz              | 6.344                    | 21,12      | 300              | 74242      | 74410        |
| Sevrier                   | 4.324                    | 12,65      | 342              | 74267      | 74320        |